# Liste der Kolonialuniversitäten in Lateinamerika

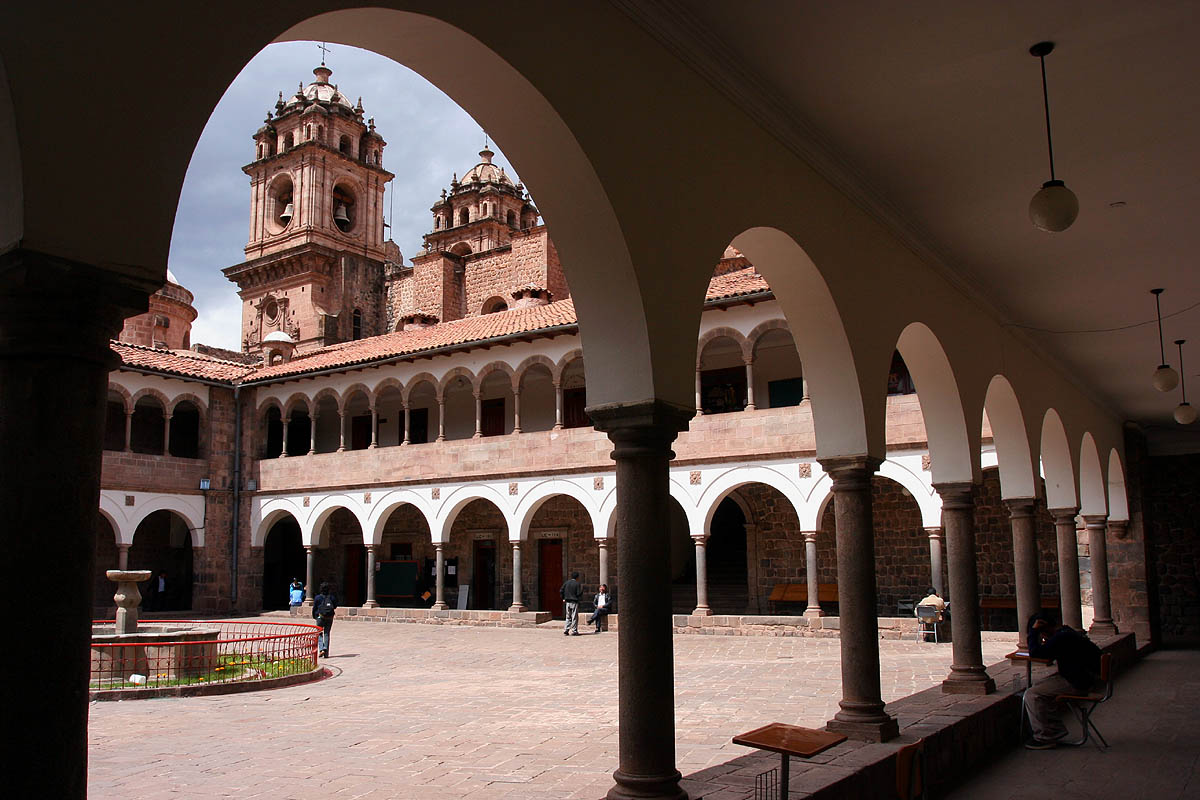
Alter Campus der Kolonialuniversität San Antonio Abad in Cusco (Peru)

Die Liste der Kolonialuniversitäten in Lateinamerika umfasst alle Universitätsgründungen der spanischen Kolonialmacht in Lateinamerika von der Entdeckung Amerikas 1492 bis zu den Unabhängigkeitskriegen Anfang des 19. Jahrhunderts.

Der Transfer des europäischen Universitätsmodells in die amerikanischen Überseegebiete stellte eine entscheidende Zäsur in der Bildungsgeschichte des Kontinents dar: 

„In der Neuen Welt gab es nichts, was auch nur entfernt einer Universität glich, bevor Europäer dorthin kamen und sich dort niederließen. Ende des 18. Jahrhunderts waren Universitäten und andere Hochschuleinrichtungen über ganz Nord-, Mittel- und Südamerika verbreitet. Es waren keine autochthonen Neuschöpfungen, sondern Ableger der europäischen Universitätstradition.“

Die christliche Missionierung der Indianer und der zunehmende Bedarf an ausgebildetem Verwaltungspersonal für das rasch wachsende Kolonialreich führten den spanischen Kolonisatoren die Notwendigkeit einer Universitätsausbildung auf amerikanischem Boden vor Augen. Zur Errichtung einer Kolonialuniversität bedurfte es, die mittelalterliche Tradition weiterführend, eines päpstlichen oder königlichen Privilegs zur Verleihung akademischer Grade, das man aus den Händen beider Instanzen anstrebte und gewöhnlich auch erreichte. Die Universitäten unterstanden allesamt der königlichen Aufsicht, einzig San Nicolas in Bogotá hatte den Status einer Privatuniversität inne.

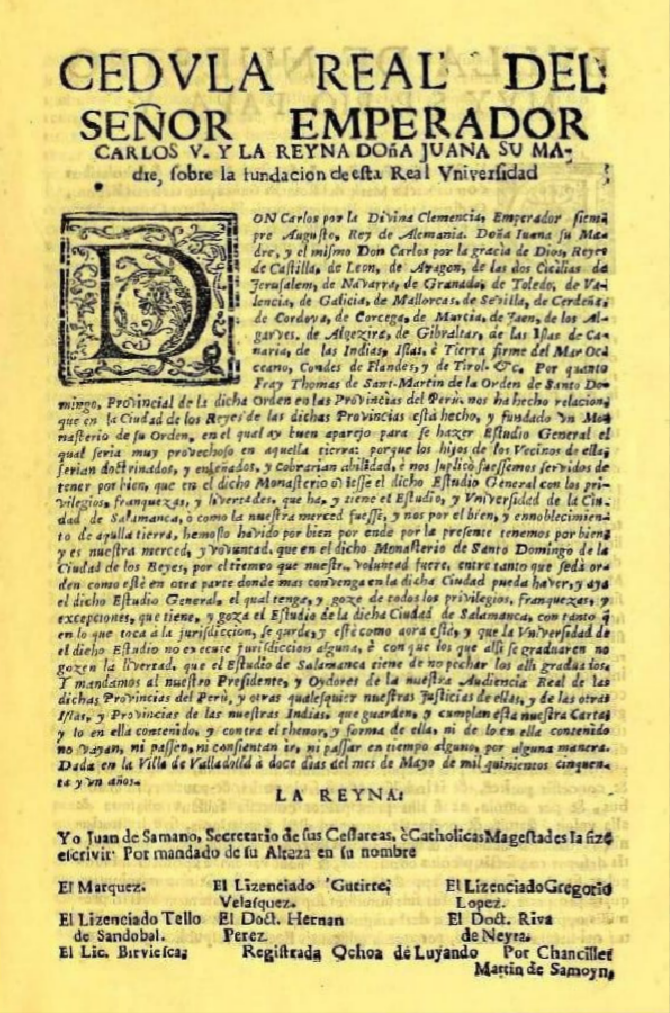
Privileg von Karl V. zur Gründung der Universität San Marcos in Lima 1551

Überwiegend orientierten sich die Neugründungen in ihren Verfassungen am Vorbild der Universität von Salamanca, der ältesten und ehrwürdigsten Universität Spaniens. Kleinere Universitäten beschränkten ihr Lehrangebot auf die Ausbildung in den artes, einer Art Grundstudium, und der katholischen Theologie (mit Kirchenrecht). Führend wurden die allmählich sich entwickelnden Volluniversitäten, die dazu das Studium der Medizin und der Jurisprudenz in ihrem Lehrplan anboten und damit alle vier klassischen Fakultäten besaßen. In den kolonialen Machtzentren Santo Domingo, Lima und Mexiko-Stadt entstanden die bedeutenden Universitäten der ersten Stunde, die in der Folgezeit, als offenbar wurde, dass die riesigen Entfernungen im spanischen Herrschaftsgebiet eine größere Streuung der Standorte erforderlich machten, beim Aufbau weiterer Gründungen eine wichtige Rolle übernahmen.
Eine tragende Rolle in der Entwicklung des Universitätswesens spielten die christlichen Ordensgemeinschaften, vor allem die im Bildungsbereich sehr aktiven Jesuiten, aber auch die Dominikaner und Augustiner. Errichtung wie Betrieb der meisten Universitäten gingen auf die – gewöhnlich lokale – Initiative eines dieser Orden zurück, die mitunter offene Rivalitäten über die Kontrolle des Campus und der Lehrinhalte austrugen. Das (zeitweilige) Verbot des Jesuitenordens im späten 18. Jahrhundert bedeutete einen schweren Rückschlag für die Universitätslandschaft Lateinamerikas, mehrere der geschlossenen Jesuitenuniversitäten wurden erst Jahrzehnte später wiedereröffnet.
Der erfolgreiche Export der Universität, einer eigenen europäischen Schöpfung, auf einen fremden Erdteil bewies ihre „außerordentliche Wirksamkeit und Anpassungsfähigkeit“ als höchste Bildungsinstitution und markierte den Auftakt zu ihrer weltweiten Übernahme in der Moderne (siehe auch Liste der ältesten Universitäten). Gleichwohl ist nicht zu verkennen, dass am Ausgang der Kolonialepoche das geistige Leben und der akademische Betrieb in den später gegründeten Universitätscolleges der Dreizehn Kolonien deutlich vitaler war. Trotzdem erfüllten die spanischen Kolonialuniversitäten mit der Ausbildung der geistigen und weltlichen Kolonialelite ihre Hauptaufgabe und konnten so nach der Trennung vom Mutterland eine wichtige Funktion beim inneren Ausbau der jungen Republiken wahrnehmen.
Im portugiesischen Brasilien existierten dagegen weit über die Kolonialzeit hinaus keine Universitäten (die erste Gründung erfolgte erst 1912 in Curitiba); den geringeren lokalen Bedarf an theologischen und juristischen Fachkräften deckten jesuitische Kollegien weitgehend ab, für eine höhere Ausbildung musste ein Studium in Übersee an der Universität Coimbra aufgenommen werden.

## Liste
Die Liste ist nach dem Zeitpunkt der Anerkennung sortiert. Wo mehr als eine Universität an einem Ort gegründet wurde, steht der Name der Institution in Klammern.

### 16. Jahrhundert
| Anerkannt | Universität                                       | Heutiges Land           |
| --------- | ------------------------------------------------- | ----------------------- |
| 1538      | Santo Domingo (Santo Tomás)                       | Dominikanische Republik |
| 1551      | Lima                                              | Peru                    |
| 1551      | Nationale Autonome Universität von Mexiko         | Mexiko                  |
| 1552      | La Plata o Charcas (Real Universidad de La Plata) | Bolivien                |
| 1558      | Santo Domingo (Santiago de la Paz)                | Dominikanische Republik |
| 1580      | Bogotá (Santo Tomás)                              | Kolumbien               |
| 1586      | Quito (San Fulgencio)                             | Ecuador                 |

### 17. Jahrhundert
| Anerkannt | Universität                                            | Heutiges Land |
| --------- | ------------------------------------------------------ | ------------- |
| 1621      | Santiago (San Miguel)                                  | Chile         |
| 1621      | Cusco (Pontifica Universidad de San Ignacio de Loyola) | Peru          |
| 1621      | Córdoba                                                | Argentinien   |
| 1621      | Sucre                                                  | Bolivien      |
| 1624      | Mérida, Yucatán                                        | Mexiko        |
| 1676      | Guatemala-Stadt                                        | Guatemala     |
| 1677      | Ayacucho                                               | Peru          |
| 1681      | Quito (Santo Tomás)                                    | Ecuador       |
| 1685      | Santiago (Nuestra Señora del Rosario)                  | Chile         |
| 1690      | Cusco (San Antonio Abad)                               | Peru          |
| 1694      | Bogotá (San Nicolás)                                   | Kolumbien     |
| 1696      | Quito (San Gregorio Magno)                             | Ecuador       |

### 18. Jahrhundert
| Anerkannt | Universität           | Heutiges Land |
| --------- | --------------------- | ------------- |
| 1704      | Bogotá (Javeriana)    | Kolumbien     |
| 1721      | Havana                | Kuba          |
| 1721      | Caracas               | Venezuela     |
| 1733      | Asunción              | Paraguay      |
| 1738      | Santiago (San Felipe) | Chile         |
| 1744      | Popayán               | Kolumbien     |
| 1749      | Panama-Stadt          | Panama        |
| 1749      | Concepción            | Chile         |
| 1778      | Buenos Aires          | Argentinien   |
| 1791      | Guadalajara, Jalisco  | Mexiko        |

### 19. Jahrhundert
| Anerkannt | Universität | Heutiges Land |
| --------- | ----------- | ------------- |
| 1806      | Mérida      | Venezuela     |
| 1812      | Managua     | Nicaragua     |